# Lasioglossum hyalinum
Lasioglossum hyalinum är en biart som först beskrevs av Crawford 1907. Den ingår i släktet smalbin och familjen vägbin. Inga underarter finns listade i Catalogue of Life.

## Beskrivning
Huvudet och mellankroppen är blågröna till gulgröna. Clypeus är svartbrun på den övre halvan, mässingsaktig på den undre, medan antennerna är mörkbruna och undersidan på de yttre delarna orangegul hos honan, klargul hos hanen. Käkarna är orange hos honan, gula med svarta fästen och röda spetsar hos hanen. Benen är bruna med gula till orangegula fötter och delvis skenben. Vingarna är genomskinliga med ljust brungula ribbor och vingfästen. Tergiterna och sterniterna på bakkroppen är mörkbruna med ljust brungula till genomskinligt gula bakkanter. Behåringen är vitaktig och mycket riklig på huvud och mellankropp hos honan; ansiktet och bakkroppen har glesare hårväxt. Hanen är glesare behårad. Som de flesta smalbin är arten liten; honan har en kroppslängd på 4,3 till 5,7 mm och en framvingelängd på 3,4 till 4 mm; motsvarande mått hos hanen är 4,4 till 5,4 mm för kroppslängden och 3,3 till 3,8 mm för framvingelängden.

## Utbredning
Utbredningsområdet omfattar västra Nordamerika från södra British Columbia i Kanada samt angränsande område i västra USA från Washington i norr, över Oregon, sydvästra Idaho, östra Kalifornien, Nevada och Utah till Arizona. Arten är inte särskilt vanlig.

## Ekologi
Arten är polylektisk, den flyger till blommande växter från många olika familjer, som korsblommiga växter, korgblommiga växter, ärtväxter, kaktusväxter, strävbladiga växter, malvaväxter, vallmoväxter, slideväxter, kransblommiga växter, dunörtsväxter, gräs, rosväxter, tamariskväxter och pockenholtsväxter.
Som de flesta arter i underfamiljen (Dialictus) antas Lasioglossum hyalinum vara social. Boet byggs i marken, och endast parade unghonor (det viss säga ungdrottningar) övervintrar.